# Evening Shade (Arkansas)
Evening Shade é uma cidade  localizada no estado americano de Arkansas, no Condado de Sharp.

## Demografia
Segundo o censo americano de 2000, a sua população era de 465 habitantes.
Em 2006, foi estimada uma população de 497, um aumento de 32 (6.9%).

## Geografia
De acordo com o United States Census Bureau, a localidade tem uma área de 4,1 km², sem área coberta por água. Evening Shade localiza-se a aproximadamente 172 m acima do nível do mar.

## Localidades na vizinhança
O diagrama seguinte representa as localidades num raio de 24 km ao redor de Evening Shade.